# Rubus robiae
Rubus robiae är en rosväxtart som först beskrevs av William Charles Richard Watson, och fick sitt nu gällande namn av Newton. Rubus robiae ingår i släktet rubusar, och familjen rosväxter. Inga underarter finns listade i Catalogue of Life.